# Pontificia Universidad Antonianum
La Pontificia Universidad Antonianum es una universidad católica de la Orden de Frailes Menores (franciscanos) con sede en Roma.

## Historia
La creación de la universidad fue promovida por la Orden de Frailes Menores y empezó a tomar forma ya en 1887 gracias a la obra de Bernardino de Portogruaro O.F.M., quien quería crear un "estudio general" para la orden. Después de la bendición del papa León XIII de la sede edificada en Letrán, el 20 de noviembre de 1890 se inició el camino del Collegium S. Antonii Patavini in Urbe.
El 17 de mayo de 1933 el papa Pío XI oficializó mediante un decreto la erección del Athenaeum Antonianum de Urbe disponiendo de la capacidad para conferir títulos de grado, de licenciatura en teología y de doctorado. El 14 de junio de 1938 el mismo papa Pío XI concedió el grado de «Ateneo Pontificio» y aprobó los estatutos el 15 de agosto de 1938. El 11 de enero de 2005 el papa Juan Pablo II le concedió el grado de «Universidad Pontificia» y los nuevos estatutos fueron aprobados el 4 de octubre de 2008 por la Congregación para la Educación Católica y promulgados el 16 de abril de 2009.

## Facultades
Está dividida en cuatro facultades:
- Teología
- Ciencias bíblicas y Arqueología (sede del Studium Biblicum Franciscanum de Jerusalén)
- Derecho canónico
- Filosofía

## Institutos
Dependen de la Universidad también otros institutos:
- La Escuela Superior de Estudios Medievales y Franciscanos
- El Instituto Superior de Ciencias Religiosas "Redemptor Hominis"
- El Instituto Franciscano de Espiritualidad
- El Instituto de Estudios Ecuménicos "S. Bernardino".

## Rectores
- Bertrando Kurtscheid (1933-1936)
- Ferdinando Giuseppe Antonelli (1936-1943)
- Adolfo Ledwolorz (1943-1947)
- Carlo Balić (1947-1953)
- Ferdinando Antonelli (1953-1959)
- Damiano Van den Eynde (1959-1966)
- Agostino Amore (1966-1969)
- Roberto Zavalloni (1969-1975)
- Umberto Betti (1975-1978)
- Gerardo Cardaropoli (1978-1984)
- Tommaso Larrañaga (1984-1987)
- Martino Conti (1987-1993)
- José Antonio Merino Abad (1993-1999)
- Marco Nobile (1999-2005)
- Johannes-Baptist Freyer (2005-2011)
- Priamo Etzi (2011-2014)
- Maria Domenica Melone (2014-2019)
- Agustín Hernández Vidales (desde 2020)

## Otros proyectos
- Wikimedia Commons alberga una categoría multimedia sobre la Pontificia Universidad Antonianum.

- Datos: Q1807942
- Multimedia: Pontifical University Antonianum / Q1807942